# Mazandaran
Mazandaran (pers. ‏استان مازندران‎) – ostan w północnym Iranie. Stolicą jest Sari.
- powierzchnia: 23 841,6 km²
- ludność: 3 073 943 (spis 2011)

Ludność ostanu zajmuje się rybołówstwem oraz uprawą ryżu, bawełny i tytoniu. Rozwinięty przemysł włókienniczy oraz spożywczy.